# 한국기술자격검정원
한국기술자격검정원(韓國技術資格檢定院, Korea Testing Institute of Technical Qualification은 한국산업인력공단으로부터 정보처리기능사등 상시12종목을 수탁받아 시행하였으나,
채용비리 및 페이퍼 컴퍼니란 논란 속에 상시수탁계약 해지 등의 과정을 거쳐 최종 청산되었다.

## 자격 종목
2012년 1월 1일부터 2018년 6월 30일까지 위탁기관으로 수탁받아, 국가기술자격 종목 12개를 시행했었다.
- 정보처리기능사
- 정보기기운용기능사
- 굴삭기운전기능사
- 지게차운전기능사
- 미용사 (일반)
- 미용사 (피부)
- 제과기능사
- 제빵기능사
- 한식조리기능사
- 양식조리기능사
- 중식조리기능사
- 일식조리기능사

## 연혁
- 2011년 7월 26일: 『사단법인』 국가기술자격검정협회 창립총회 개최
- 2017년 2월 2일: 공공기관 지정
- 2018년도 하반기 법인청산

## 조직

### 이사회
- 감사
- 경영관리본부
- 검정사업본부

### 지사
- 서울지사
- 부산지사
- 경인지사
- 대구지사
- 광주지사
- 대전지사
- 강원출장소
- 제주출장소

## 같이 보기
- 한국산업인력공단